# لینگور
لینگور (به لاتین: Linguère Department) یک منطقهٔ مسکونی در سنگال است که در ناحیه لوگا واقع شده‌است. لینگور ۱۵٬۳۷۵ کیلومتر مربع مساحت و ۲۴۱٬۸۹۸ نفر جمعیت دارد.